# Associazione Sportiva Sancolombano Calcio
L'Associazione Sportiva Sancolombano Calcio, meglio noto come Sancolombano, è una società calcistica italiana del comune di San Colombano al Lambro. Milita in Promozione, la sesta divisione del campionato italiano.
Fondato nel 1970, ha disputato 11 stagioni in Serie D, di cui una nel quarto livello nazionale. Il miglior risultato raggiunto in questa categoria è un sesto posto.

## Storia

### Anni settanta
Nonostante la storia calcistica a San Colombano al Lambro abbia testimonianze risalenti tra le due guerre, come ad esempio con la Sancolombanese nell'immediato dopoguerra, le società più recenti fanno risalire la fondazione societaria nel 1970 quando, sotto la guida del presidente Cesari e del tecnico Ravera, l'Associazione Sportiva Sancolombano Calcio si iscrive in Terza Categoria centrando il primo posto e ottenendo la promozione in Seconda Categoria. La squadra arriva terza in campionato e raggiunge la Prima Categoria, dove rimane per tre anni, quando avviene la retrocessione nel livello inferiore. Con le presidenza di Burlini il Sancolombano ritorna in Prima Categoria ma già nel 1978 retrocede. Nello stesso anno arriva alla presidenza del club Tosi e sotto la sua guida la squadra compie un doppio salto di categoria e arriva per la prima volta in Promozione.

### Anni ottanta
Il primo anno nel massimo livello regionale dura una sola stagione e il Sancolombano scende in Prima Categoria. Nel 1983 ridiventa presidente Burlini e, nel 1986 gli azulgrana raggiungono la Prima Categoria, dove rimangono fino al 1986, anno del ritorno in Promozione. Alla prima stagione il Sancolombano arriva al secondo posto e al secondo anno si classifica al primo e ottiene la sua prima e storica promozione nel Campionato Interregionale con alla guida Derio Marchesi. L'esperienza nel massimo livello dilettantistico dura solo una stagione e il Sancolombano ritorna subito in Promozione.

### Anni novanta

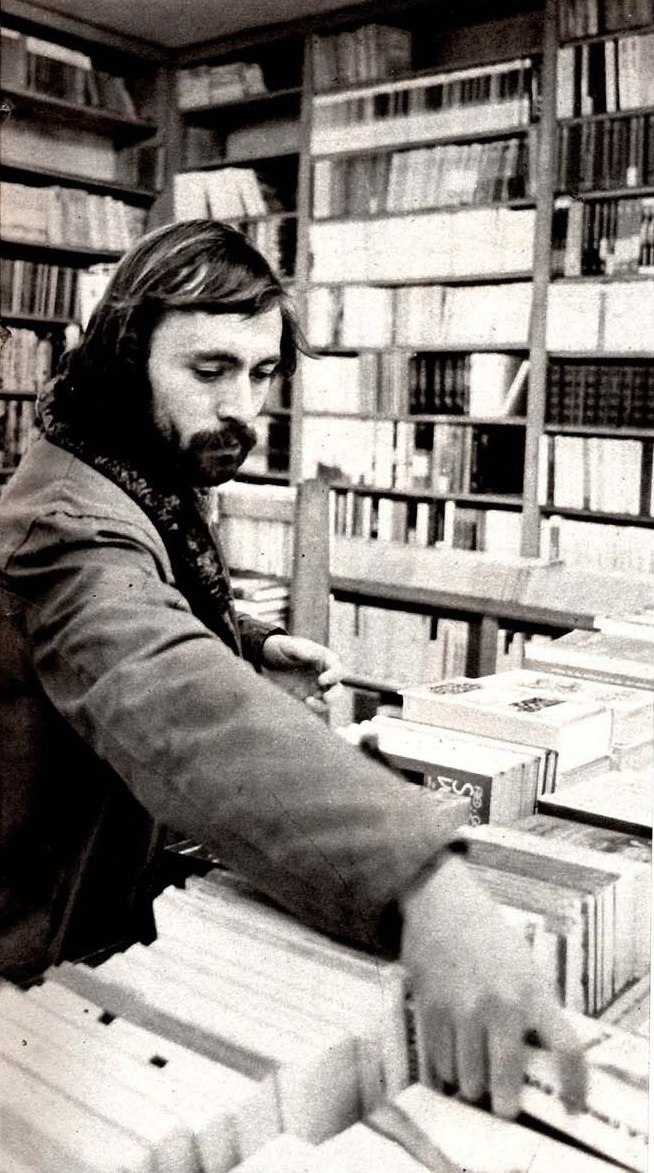
Paolo Sollier è l'allenatore che ha guidato i rossoblù per più stagioni consecutive, dal 1997 al 2004

Negli anni successivi la squadra disputa la maggior parte dei campionati nel massimo livello regionale, ovvero prima in Promozione e poi in Eccellenza. Con Gianni Pesatori in panchina, i rossoblù ritornano nel quinto livello calcistico nazionale, ridenominato nel frattempo Campionato Nazionale Dilettanti, dopo aver vinto il proprio girone d'Eccellenza. I collinari giocano due campionati in Serie D, per poi retrocedere di nuovo in Eccellenza. Per il ritorno nel massimo campionato dilettantistico tuttavia si dovrà aspettare solo una stagione in cui, oltre alla vittoria del campionato, la squadra stabilisce alcuni record. Questa volta la squadra rimarrà nel Campionato Nazionale Dilettanti (poi ridenominato Serie D) per sei stagioni consecutive.

### Anni duemila

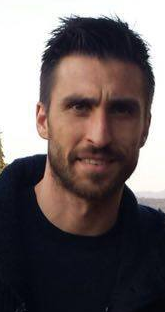
Andrea Caracciolo, cresciuto calcisticamente nelle file del Sancolombano tra il 1998 e il 2000

Nella stagione 2000-2001 la squadra otterrà il suo risultato più prestigioso, ovvero il sesto posto in Serie D. Nel 2003 il Sancolombano perde i play-out ma viene ripescato, tuttavia l'anno seguente retrocede in Eccellenza e, Paolo Sollier, alla guida della squadra dalla stagione 1996-1997 lascia la panchina milanese. Dalla stagione 2004-2005 la Sancolombano disputa diversi campionati di Eccellenza; il primo si conclude con una salvezza dopo aver vinto i play-out, mentre le seguenti stagioni vedono il club partecipare a dei campionati di vertice, fatta eccezione per la stagione 2007-2008 nella quale il Sancolombano si salva ancora ai play-out.

### Anni duemiladieci
La squadra rossoblù, sotto la guida di Maurizio Tassi, rimane in Eccellenza fino alla stagione 2012-2013 in cui perde di nuovo i play-off, ma viene ripescata in Serie D. Dopo la salvezza ottenuta il primo anno il Sancolombano non ripete l'impresa l'anno successivo, in un campionato divenuto nel frattempo quarta serie nazionale. La prima stagione di ritorno in Eccellenza vede i rossoblù salvarsi ai play-out contro l'Oggiono. Per i successivi due campionati la squadra si classifica al settimo e al nono posto. La stagione 2018-2019 si rivela deludente per gli azulgrana che retrocedono dopo l'ultimo posto rimediato in campionato in Promozione con tre giornate di anticipo. La stagione seguente vede il Sancolombano ritornare nella massima categoria regionale dopo aver vinto il proprio raggruppamento.

### Anni duemilaventi
La squadra banina, ritornata in Eccellenza, si ritrova in testa alla classifica a inizio stagione. Tuttavia il campionato viene interrotto a causa della pandemia e viene ripreso in primavera con dei nuovi gironi e la squadra rossoblù si piazza in undicesima posizione.

## Colori e simboli

### Colori
I colori del Sancolombano sono il rosso e il blu, che sono anche i colori comunali.
Generalmente la prima divisa è una maglia palata rossoblù, mentre per le seconde e terze divise sono previsti come colori il bianco, il grigio, l'azzurro o il nero.

### Simboli ufficiali

#### Stemma
Lo stemma del Sancolombano è uno scudo contenente nella parte superiore la denominazione societaria, più in basso si trova una croce blu su sfondo bianco. Nella parte inferiore c'è invece un disegno a scacchiera colorata di bianco e di rosso.

#### Inno
L'inno del Sancolombano si intitola Coraggio rosso blu.

## Strutture

### Stadio
Il Sancolombano gioca le partite di casa allo stadio Franco Riccardi, intitolato all'atleta banino per tre volte campione olimpico di scherma. L'impianto è costituito da una tribuna centrale coperta ed in cemento che è capace di contenere 1 000 persone.

### Centro di allenamento
Il Sancolombano svolge le sue sedute di allenamento allo stadio Franco Riccardi.

## Società

### Sponsor
- 1978-2010 ...
- 2010-2017 Erreà
- 2017- Kappa

### Settore giovanile
Dalla stagione 2010-2011 la società diventa Scuola Calcio Inter. Successivamente diventa Scuola Calcio Elite.
Le formazioni giovanili del Sancolombano vanno dagli Allievi Regionali fino ai Pulcini.
Tra i calciatori che hanno indossato la maglia delle formazioni giovanili del Sancolombano, quelli da ricordare per essere approdati successivamente in società professionistiche, sono Claudio Bonomi, Andrea Caracciolo, Alexis Ferrante, Francesco Bolzoni e Matteo Ardemagni.

## Allenatori e presidenti
| Allenatori - 1970-1972 Ravera - 1972-1974 Alfredo Ajelli - 1974-1975 Ramella (1ª-?ª) Lunghi (?ª-?ª) - 1975-1976 Ravera - 1976-1977 Ravera (1ª-?ª) Alfredo Ajelli (?ª-?ª) - 1977-1978 Alfredo Ajelli (1ª-?ª) D'Angiulli (?ª-?ª) - 1978-1981 Belloni - 1981-1982 Zeni (1ª-?ª) Tino Cornaggia (?ª-?ª) - 1982-1983 Belloni - 1983-1984 Mariconti - 1984-1986 Gioia - 1986-1989 Derio Marchesi - 1989-1991 Gianni Pesatori - 1991-1993 Derio Marchesi - 1993-1996 Gianni Pesatori - 1996-1997 Mauro Spoldi (1ª-?ª) Paolo Sollier (?ª-34ª) - 1997-2004 Paolo Sollier - 2004-2005 Sandro Mutti - 2005-2006 Diego Dellagiovanna - 2006-2007 Maurizio Tassi - 2007-2008 Fabio Pasetti (1ª-?ª) Gianni Pesatori (?ª-?ª) Adriano Baroni (?ª-?ª) Massimo Lombardini (?ª-34ª e play-out) - 2008-2009 Domenico Tassiero - 2009-2010 Domenico Tassiero (1ª-?ª) Maurizio Tassi (?ª-34ª) - 2010-2015 Maurizio Tassi - 2015-2016 Maurizio Tassi (1ª-?ª) Claudio Lombardo (?ª-?ª) Ashraf El Sheikh (?ª-?ª) Maurizio Tassi (?ª-34ª e play-out) - 2016-2017 Maurizio Tassi - 2017-2018 Paolo Tanelli (1ª-?ª) Luca Aquilante (?ª-34ª) - 2018-2019 Gianpaolo Chierico (1ª-?ª) Umberto Cortelazzi (?ª-?ª) Ashraf El Sheikh (?ª-30ª) - 2019-2020 Francesco Guaitamacchi - 2020-2021 Maurizio Tassi - 2021-2022 Maurizio Tassi (1ª-?ª) Ashraf El Sheikh (?ª-?ª) Maurizio Tassi (?ª-?ª e play-out) - 2022-2023 Adriano Baroni (1ª-18ª) Graziano Gelfi (19ª-30ª) - 2023-2024 Gabriele Zecchillo (1ª-?ª) Denis Fondrini (?ª-?ª) Graziano Gelfi (?ª-30ª) - 2024- Marco Sconfietti | Presidenti - 1970-1975 Francesco Cesari - 1975-1978 Alessandro Burlini - 1978-1983 Angelo Tosi - 1983-2000 Alessandro Burlini - 2000-2009 Gabriele Scotti - 2009-2013 Battista Bianchi - 2013-2017 Elena Maria Piatti - 2017-2018 Tino Cornaggia - 2018-2020 Enrico Consonni - 2020-2024 Tino Cornaggia - 2024- Fabrizio Riva |

## Calciatori

### Capitani
- ... (1970-200?)
- Raffaele Rubino (200?-2009)
- Marco Dalcerri (2009-2015)
- Luigi Scietti (2015-2016)
- Luca Albertini (2016-2019)
- Marco Mazzucchi (2019-2020)
- Andrea Orlandini (2020-2022)
- Manuel Serafini (2022-2023)
- Luca Pignatiello (2023-2024)
- Luca Albertini (2024-)

## Palmarès

### Competizioni regionali
- Eccellenza: 2

1994-1995 (girone C), 1997-1998 (girone B)
- Promozione: 2

1987-1988 (girone D), 2019-2020 (girone F)
- Prima Categoria: 3

1979-1980, 1985-1986, 2024-2025 (girone H)
- Seconda Categoria: 1

1975-1976

### Competizioni provinciali
- Terza Categoria: 1

1970-1971

## Statistiche e record

### Partecipazione ai campionati
Campionati nazionali
| Livello | Categoria                       | Partecipazioni | Debutto   | Ultima stagione | Totale |
| ------- | ------------------------------- | -------------- | --------- | --------------- | ------ |
| 4º      | Serie D                         | 1              | 2014-2015 | 2014-2015       | 1      |
| 5º      | Campionato Interregionale       | 1              | 1988-1989 | 1988-1989       | 10     |
| 5º      | Campionato Nazionale Dilettanti | 3              | 1995-1995 | 1998-1999       | 10     |
| 5º      | Serie D                         | 6              | 1999-2000 | 2013-2014       | 10     |

Campionati regionali
| Livello | Categoria         | Partecipazioni | Debutto   | Ultima stagione | Totale |
| ------- | ----------------- | -------------- | --------- | --------------- | ------ |
| 1º      | Promozione        | 5              | 1980-1981 | 1990-1991       | 25     |
| 1º      | Eccellenza        | 20             | 1991-1992 | 2021-2022       | 25     |
| 2º      | Prima Categoria   | 11             | 1972-1973 | 1984-1985       | 14     |
| 2º      | Promozione        | 3              | 2019-2020 | 2023-2024       | 14     |
| 3º      | Seconda Categoria | 3              | 1971-1972 | 1978-1979       | 4      |
| 3º      | Prima Categoria   | 1              | 2024-2025 | 2024-2025       | 4      |
| 4º      | Terza Categoria   | 1              | 1970-1971 | 1970-1971       | 1      |

### Partecipazione alle coppe
| Competizione            | Partecipazioni | Debutto   | Ultima stagione | Totale |
| ----------------------- | -------------- | --------- | --------------- | ------ |
| Coppa Italia Serie D    | 7              | 1999-2000 | 2014-2015       | 7      |
| Coppa Italia Dilettanti | 8              | 1986-1987 | 1998-1999       | 8      |

### Statistiche di squadra
Il Sancolombano a partire dalla sua fondazione avvenuta nel 1970 ha partecipato a 52 campionati, tutti a carattere dilettantistico, dei quali 1 a 
livello provinciale, 40 a livello regionale e 11 a livello interregionale. Il campionato di più alto livello a cui la squadra abbia partecipato è la Serie D di 4º livello, mentre il più basso è la Terza Categoria. Il campionato in cui la squadra conta più partecipazioni è l'Eccellenza (20), quello in cui è stato meno presente è la Terza Categoria (1). Il miglior risultato conseguito dal club è un 6º posto in Serie D.